# 민투

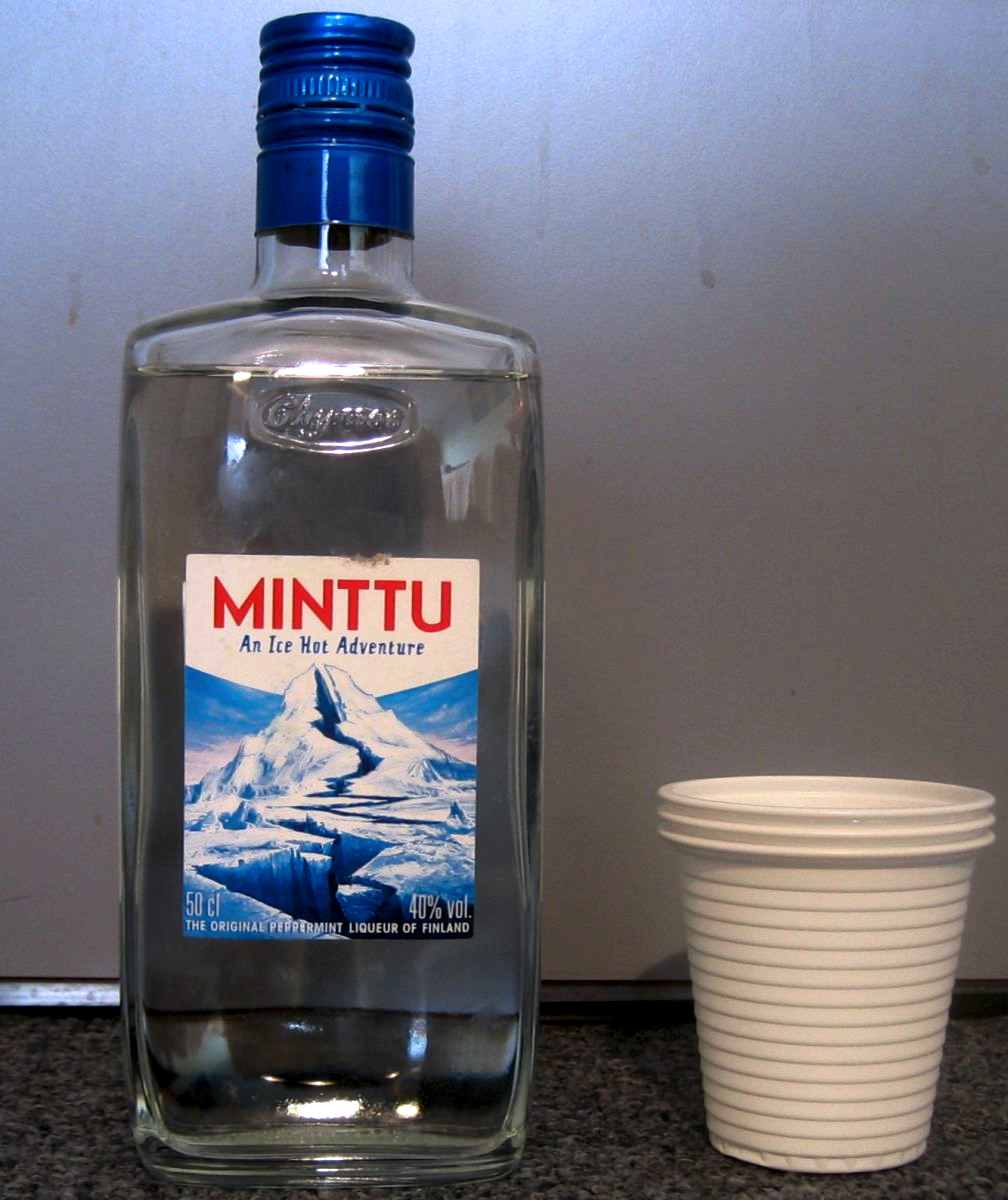
민투

민투(핀란드어: Minttu)는 핀란드의 리큐어로, 투명하고 맑은 페퍼민트 리큐어이며, Vin & Sprit사가 핀란드의 투르쿠지방에서 생산하는 술이다. 이 술은 주로 핀란드 시장에서 판매되고, 노르웨이, 스웨덴 및 다른 스칸디나비아 국가에서도 일반적으로 팔리고 있다. 이 술은 강하고 상쾌한 박하향과 맛을 가지고 있다. 이 맛은 크렘므 드 멘트의 맛과 상당히 비슷하지만, 외형은 보드카와 더 비슷하다. 민투의 알콜 도수는 양에 따라 40%와 50%이다.
민투를 마시는 가장 보편적인 방법은 잔에 얼음을 띄워 마시거나, 토닉 혹은 따뜻한 음료와 함께 마시는 방법이 있다. 스칸디나비아에 있는 스키 식당에서 코코아에 민투를 넣어 판매하는 것은 흔히 찾아볼 수 있다.